# Гора (Чагодощенский район)
Гора — деревня в Чагодощенском районе Вологодской области.
Входит в состав Покровского сельского поселения, с точки зрения административно-территориального деления — в Покровский сельсовет.
Расстояние по автодороге до районного центра Чагоды — 54 км, до центра муниципального образования села Покровское — 4 км. Ближайшие населённые пункты — Покровское, Ременево, Черенское.
По переписи 2002 года население — 23 человека (11 мужчин, 12 женщин). Преобладающая национальность — русские (91 %).